# Pante Paku
Pante Paku is een bestuurslaag in het regentschap Bireuen van de provincie Atjeh, Indonesië. Pante Paku telt 733 inwoners (volkstelling 2010).